# Imieni Kujbyszewa
Imieni Kujbyszewa (ros. Имени Куйбышева) – osiedle typu wiejskiego w zachodniej Rosji, w sielsowiecie małognieuszewskim rejonu rylskiego w obwodzie kurskim.

## Geografia
Miejscowość położona jest nad rzeką Sejm, 3,5 km od centrum administracyjnego sielsowietu małognieuszewskiego (Małognieuszewo), 8 km od centrum administracyjnego rejonu (Rylsk), 105 km od Kurska.
W granicach miejscowości znajdują się ulice: 1 Maja, 40 let Oktiabria, 50 let Oktiabria, Lesnaja, Mira, Nabierieżnaja, Sadowaja, Sowietskaja, Żeleznodoroznaja.

## Historia
Nazwa miejscowości została nadana na cześć rosyjskiego rewolucjonisty Waleriana Władimirowicza Kujbyszewa.

## Demografia
W 2010 r. miejscowość zamieszkiwały 894 osoby.